# An Introduction to... Elliott Smith
An Introduction to... Elliott Smith è una raccolta di Elliott Smith, pubblicata in Europa il 1º novembre 2010 dall'etichetta discografica Domino Records e il giorno successivo negli Stati Uniti dalla Kill Rock Stars.

## Tracce
(Tutte scritte da Elliott Smith)
1. Ballad of Big Nothing - 2:47
2. Waltz #2 (XO) - 4:38
3. Pictures of Me - 3:47
4. The Biggest Lie - 2:41
5. Alameda - 3:44
6. Between the Bars - 2:22
7. Needle in the Hay - 4:19
8. Last Call - 4:38
9. Angeles - 2:56
10. Twilight - 4:25
11. Pretty (Ugly Before) - 4:45
12. Angel in the Snow - 2:38
13. Miss Misery (early version) - 2:55
14. Happiness (single version) - 5:15